# Carlos Gómez (beisbolista)
Carlos Argelis Gómez Peña (Santiago, 4 de diciembre de 1985) es un exjardinero central dominicano de béisbol profesional que jugó en las Grandes Ligas con los New York Mets, Minnesota Twins, Milwaukee Brewers, Houston Astros, Texas Rangers y Tampa Bay Rays.

## Carrera

### New York Mets
Con tan solo 16 años de edad, Gómez firmó con los Mets de Nueva York como agente libre internacional el 27 de julio de 2002. Junto con Fernando Martínez, Gómez era considerado uno de los mejores jardineros prospectos de los Mets. Mientras fueron compañeros de equipo, el campocorto de los Mets José Reyes, quien encabezó la Liga Nacional en bases robadas y triples en varias temporadas, dijo que Gómez era más rápido que él. De hecho, mientras él y Reyes fueron compañeros de equipo en los Mets, Gómez rutinariamente vencía a Reyes en carreras a pie durante los entrenamientos de primavera de 2007.

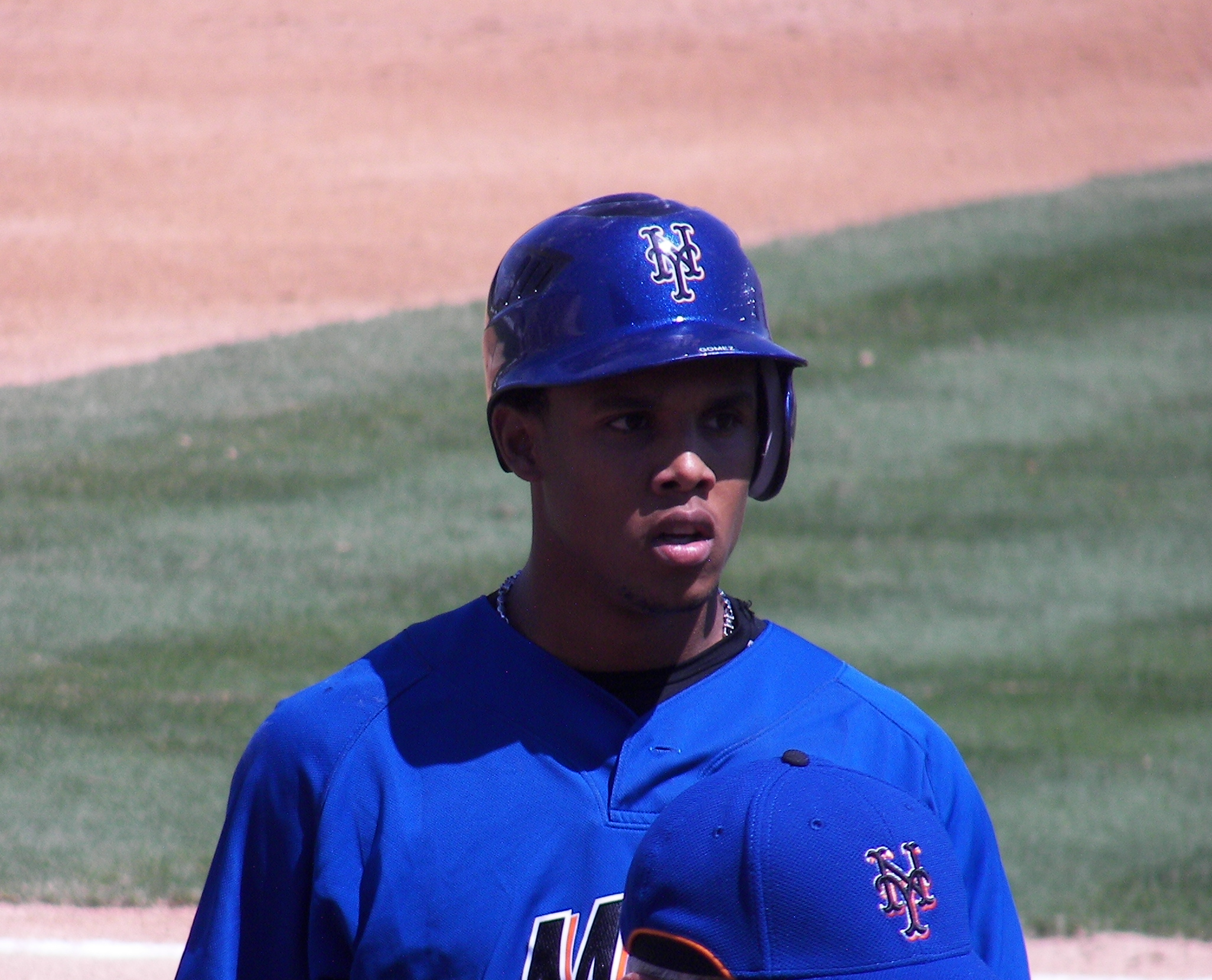
Gómez con los Mets en 2007.

En 2006, jugó en Doble-A para Binghamton Mets de la Eastern League, y fue el co-ganador del Sterling Award. Terminó segundo en la liga con 41 bases robadas y quinto en la liga con ocho triples. También bateó para .281 con 53 carreras anotadas, 24 dobles, siete jonrones y 48 carreras impulsadas.
Gómez comenzó la temporada 2007 en Triple-A con New Orleans Zephyrs. Jugando todos los días, en la segunda semana de mayo lideró la Pacific Coast League con 17 bases robadas en 36 juegos y bateó para .286, anotando 24 carreras, bateando ocho dobles, dos triples, y dos jonrones.
Gómez fue parte del movimiento juvenil en Nueva York, y se había convertido rápidamente en un favorito de los fanáticos en el Shea Stadium. Fue el jugador más joven en la Liga Nacional cuando hizo su debut en Grandes Ligas el 13 de mayo de 2007. El 16 de mayo de 2007, apareció en la alineación titular de los Mets, junto con Carlos Beltrán y Carlos Delgado, marcando la primera vez en la historia de las Grandes Ligas que un equipo tenía tres titulares con el nombre "Carlos" en su alineación. Fue apodado "Carlitos" ("Little Carlos"), ya que era el tercer Carlos en el equipo.
Se volvió prescindible cuando Johan Santana, de los Mellizos de Minnesota, se puso a disposición a través del canje, y el 29 de enero de 2008, él y los lanzadores Deolis Guerra, Phillip Humber y Kevin Mulvey fueron enviados a los Mellizos por Santana.

### Minnesota Twins

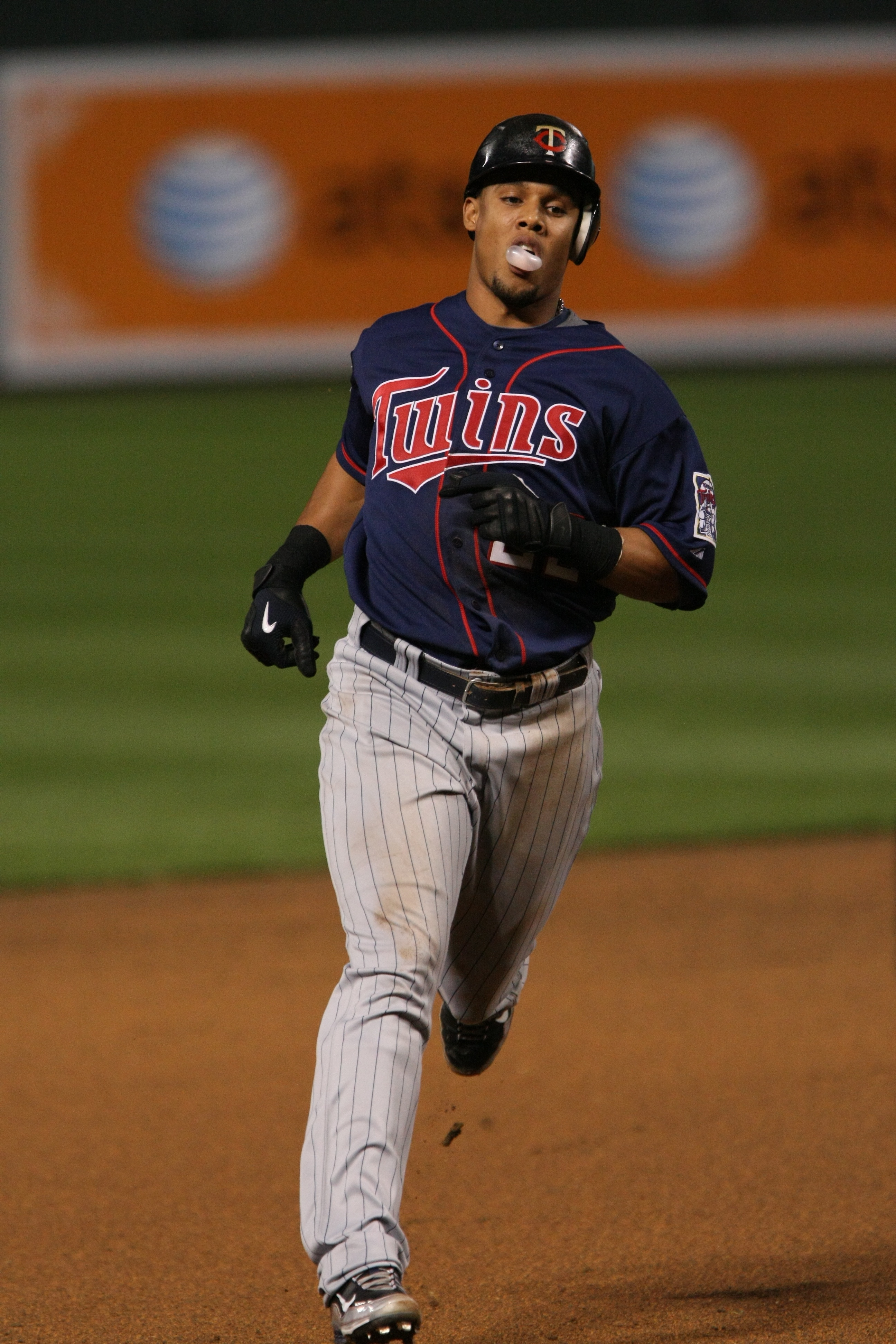
Gómez durante su militancia con los Mellizos en 2009.

Gómez se convirtió en el jardinero central titular de los Mellizos, a raíz de la firma de Torii Hunter con los Angelinos de Anaheim. Ganó el puesto para el jardín central en el año 2008, superando a los prospectos Denard Span y Jason Pridie. El mánager de los Mellizos, Ron Gardenhire lo apodó "Go-Go", debido a su apellido y su flamante velocidad. Bateando primero, con Alexi Casilla bateando segundo, Gardenhire se ha referido a este dúo como "Loose Cannon One" y "Loose Cannon Two".
Tuvo un excelente debut en la temporada regular para los Mellizos, yéndose de 3-2 con un boleto,  se robó dos bases y anotó dos carreras para que los Mellizos vencieran a los Angelinos por 3-2.  El 11 de abril de 2008, Gómez conectó el primer triple de su carrera contra Yasuhiko Yabuta de los Reales de Kansas City.
El 7 de mayo de 2008, Gómez bateó para el ciclo contra los Medias Blancas de Chicago en el U.S. Cellular Field en Chicago. Se convirtió en el cuarto jugador de las mayores y el segundo en la historia de los Mellizos en batear para el ciclo. También se convirtió en el tercer jugador más joven en batear para el ciclo en la historia de las Grandes Ligas.
En 2008 lideró las Grandes Ligas con 30 toques de bola, pero también lideró las mayores en pickoff 10 veces. En la defensa, lideró a todos los jardineros centrales de Grandes Ligas en errores, con 8.

### Milwaukee Brewers
El 6 de noviembre de 2009, Gómez fue canjeado a los Cerveceros de Milwaukee a cambio de J. J. Hardy. En su segundo año con Milwaukee, Gómez no fue muy bueno en el plato. Sin embargo, lo compensó con sus habilidades defensivas. Para la temporada 2011, Gómez alternó el puesto de jardinero central con Nyjer Morgan. En este nuevo rol, Gómez llegó a ocupar el jardín central solo contra lanzadores zurdos, y en situaciones defensivas para bateadores emergentes.
En 2011, lideró a todos los jardineros de la Liga Nacional en factor de rango en 2.97, y empató en el liderato de la Liga Nacional en porcentaje de fildeo para un jardinero, con 1.000. Hasta el año 2011, tuvo el mejor factor de rango entre todos los jardineros activos, en 2.923. Durante la postemporada de 2011, Gómez bateó para .357 con un jonrón y remolcó dos carreras.
En 2012, inició la temporada compartiendo el jardín central con Morgan y Norichita Aoki, aunque eventualmente se convertiría en el titular regular. Registró marcas personales en 2012 en promedio de bateo con .260, .305 porcentaje de embasado, 19 jonrones y 37 bases robadas.
Antes de la temporada 2013, Gómez firmó una extensión de contrato por $24 millones y tres años con los Cerveceros. Durante la temporada 2013 fue nombrado a su primer Juego de Estrellas y disfrutó del mejor año de su carrera: .284 promedio de bateo, .338 porcentaje de embasado, 27 dobles, 10 triples, 24 jonrones, 80 carreras anotadas, 73 carreras impulsadas y 40 bases robadas. También tuvo un desempeño estelar a la defensiva, por lo que recibió el Guante de Oro como jardinero central, el primer jugador de los Cerveros en obtener el premio desde Robin Yount en 1982.
En 2014, Gómez tuvo otra temporada de calidad, bateando para promedio de .284 con 23 jonrones, 79 carreras impulsadas, 95 carreras anotadas y 34 bases robadas, aunque también fue capturado robando 10 veces, la mayor cantidad de su carrera.

### Houston Astros
El 30 de julio de 2015, Gómez fue transferido a los Astros de Houston junto a Mike Fiers, a cambio de Brett Phillips, Domingo Santana, Josh Hader y Adrián Houser.
El 10 de agosto de 2016, luego de batear para promedio de .200 con cinco jonrones en 85 juegos, fue puesto en asignación por los Astros, siendo liberado el 18 de agosto.

### Texas Rangers
El 20 de agosto de 2016, Gómez firmó un contrato de ligas menores con los Rangers de Texas. Debutó con el equipo el 25 de agosto, conectando un jonrón en su primer turno al bate con el club. Finalizó la temporada 2016 con promedio de .231 y 13 jonrones.
El 13 de diciembre de 2016, renovó su contrato con los Rangers por una temporada más. En 2017, registró promedio de .255 con 17 jonrones, 51 impulsadas y 13 bases robadas en 368 turnos al bate a lo largo de 105 juegos.

### Tampa Bay Rays
El 3 de marzo de 2018, Gómez firmó un contrato por un año con los Rays de Tampa Bay. Terminó la temporada bateando para promedio de .208 (el mínimo de su carrera) con nueve jonrones y 32 impulsadas en 118 juegos. 

### New York Mets (segundo período)
El 8 de marzo de 2019, los Mets firmaron a Gómez con un contrato de ligas menores con una invitación al entrenamiento de primavera.
El 18 de mayo, los Mets llamaron a Gómez. El 23 de mayo contra los Nacionales de Washington, Gómez conectó un jonrón de tres carreras en la parte baja de la octava para llevar a los Mets a una victoria por 6-4, su primero con el equipo luego de 12 años.
Gómez quedó en libertad el 30 de junio de 2019. En 2019, bateó .198/.278/.337 con tres jonrones y 10 impulsadas en 86 turnos al bate.
En enero de 2020, Gómez anunció su retiro del béisbol profesional.

## Logros y reconocimientos
- Tercer jugador más joven en la historia de la MLB en batear para el ciclo (7 de mayo de 2008).

- Homenajeado nombrando el (16 de abril) como su día en la ciudad de Milwaukee.